# Malvastrum aurantiacum
Malvastrum aurantiacum är en malvaväxtart som först beskrevs av Scheele, och fick sitt nu gällande namn av Wilhelm Gerhard Walpers. Malvastrum aurantiacum ingår i släktet Malvastrum och familjen malvaväxter. Inga underarter finns listade i Catalogue of Life.